# Pierrot Island
Pierrot Island (franska: Ile aux chats) är en ö i Mauritius.   Den ligger i distriktet Rodrigues, i den östra delen av landet, 600 km öster om huvudstaden Port Louis.